# Vierge Alzano
La Vierge Alzano, ou Vierge à l'Enfant, ou Madone Alzano, est une peinture à l'huile sur panneau de l'artiste italien de la Renaissance Giovanni Bellini, réalisée autour de 1485.

## L'histoire
L'œuvre se trouvait à Bergame dès le XVIe siècle, où elle est probablement arrivée en tant que partie de la dot de Lucrèce Agliardi, qui avait été abbesse du monastère d'Alzano Lombardo, d'où son nom.
Après plusieurs changements de propriétaires, la peinture a été donnée en 1891 à l'Académie Carrara de Bergame.

## Description
Bellini a représenté ici le thème traditionnel de Marie avec l'Enfant Jésus. L'arrière-plan derrière la Vierge et l'Enfant comprend une tenture de tapisserie, élément typique du dais de la Conversation sacrée. De chaque côté de la toile, un paysage avec des tours, des châteaux et de petits personnages, typiques de la production de l'artiste.
Au premier plan se trouve un parapet de marbre rouge, où il y a l'habituel cartellino avec la signature de Bellini. On voit ici aussi un fruit posé sur le parapet, peut-être une référence au péché originel, ou un emblème de la Vierge provenant des livres saints ou des hymnes.
Cette Vierge est généralement considérée comme un modèle pour des œuvres ultérieures, telles que la Vierge aux chérubins rouges (Accademia, Venise) ou la Vierge aux petits arbres, également conservée à l'Académie Carrara.